# Fontaines-sur-Marne
Fontaines-sur-Marne és un municipi francès situat al departament de l'Alt Marne i a la regió del Gran Est. L'any 2007 tenia 163 habitants.

## Demografia

### Població
El 2007 la població de fet de Fontaines-sur-Marne era de 163 persones. Hi havia 48 famílies de les quals 16 eren unipersonals (8 homes vivint sols i 8 dones vivint soles), 12 parelles sense fills i 20 parelles amb fills.
La població ha evolucionat segons el següent gràfic:
Habitants censats

### Habitatges
El 2007 hi havia 76 habitatges, 64 eren l'habitatge principal de la família, 7 eren segones residències i 4 estaven desocupats. Tots els 74 habitatges eren cases. Dels 64 habitatges principals, 58 estaven ocupats pels seus propietaris, 4 estaven llogats i ocupats pels llogaters i 2 estaven cedits a títol gratuït; 2 tenien dues cambres, 6 en tenien tres, 22 en tenien quatre i 34 en tenien cinc o més. 42 habitatges disposaven pel capbaix d'una plaça de pàrquing. A 32 habitatges hi havia un automòbil i a 30 n'hi havia dos o més.

### Piràmide de població
La piràmide de població per edats i sexe el 2009 era:
| Homes | Edats   | Dones |
| ----- | ------- | ----- |
| 0     | 95 o +  | 0     |
| 0     | 90 a 94 | 0     |
| 4     | 85 a 89 | 0     |
| 0     | 80 a 84 | 0     |
| 4     | 75 a 79 | 4     |
| 0     | 70 a 74 | 0     |
| 0     | 65 a 69 | 8     |
| 8     | 60 a 64 | 4     |
| 4     | 55 a 59 | 8     |
| 4     | 50 a 54 | 0     |
| 12    | 45 a 49 | 0     |
| 0     | 40 a 44 | 0     |
| 4     | 35 a 39 | 8     |
| 12    | 30 a 34 | 12    |
| 0     | 25 a 29 | 4     |
| 4     | 20 a 24 | 0     |
| 4     | 15 a 19 | 0     |
| 0     | 10 a 14 | 4     |
| 4     | 5 a 9   | 0     |
| 4     | 0 a 4   | 8     |

## Economia
El 2007 la població en edat de treballar era de 95 persones, 67 eren actives i 28 eren inactives. De les 67 persones actives 64 estaven ocupades (33 homes i 31 dones) i 3 estaven aturades (2 homes i 1 dona). De les 28 persones inactives 9 estaven jubilades, 7 estaven estudiant i 12 estaven classificades com a «altres inactius».

### Ingressos
El 2009 a Fontaines-sur-Marne hi havia 64 unitats fiscals que integraven 159,5 persones, la mediana anual d'ingressos fiscals per persona era de 16.499 €.

### Activitats econòmiques
L'únic establiment que hi havia el 2007 era d'una empresa extractiva.
L'any 2000 a Fontaines-sur-Marne hi havia 3 explotacions agrícoles.

## Poblacions més properes
El següent diagrama mostra les poblacions més properes.